# Sölve Kingstedt
Sölve Kingstedt, född 22 februari 1932 i Sandarne församling i Hälsingland, död 25 januari 2021 i Stockholm, var en svensk klarinettist.
Kingstedt studerade vid Kungliga Musikhögskolan 1953–1958, var solist i Gävleborgs läns orkesterförening 1961–1964, klarinettist och saxofonist i Sveriges Radios symfoniorkester 1964–1976, solist i Hovkapellet 1976–1979 och i Kungliga Filharmoniska Orkestern sedan 1979. Kingstedt var också lärare vid Kungliga Musikhögskolan sedan 1964. Han invaldes den 14 maj 1987 som ledamot nr 860 av Kungliga Musikaliska Akademien.